# 압디 나게예
압디 나게예(네덜란드어: Abdi Nageeye, 네덜란드어 발음: [ˈɑbdi naˈɡeːje], 1989년 3월 2일~)는 네덜란드의 육상 선수로 주 종목은 마라톤이다. 올림픽에 3회 참가했고 2020년 하계 올림픽 남자 마라톤 종목에서 은메달을 획득했다.
소말리아에서 태어나 소말리아 내전을 피해 네덜란드로 이주하여 네덜란드 국적을 취득했다. 현재 네덜란드 남자 마라톤과 10km 달리기 국가 기록을 보유하고 있다.

## 기록

### 개인 기록
- 5,000m: 13분 38.86초(2012)
- 10,000m: 28분 21.29초(2013)
- 마라톤: 2시간 4분 45초(2024) NR(국가 기록)

### 대회 기록
마라톤
- 올림픽
  - 2016년 하계 올림픽: 11위(2:13:01)
  - 2020년 하계 올림픽: 은메달(2:09:58)
  - 2024년 하계 올림픽: 완주 실패

- 세계 육상 선수권 대회
  - 2022: 완주 실패
  - 2023: 완주 실패

- 월드 마라톤 메이저스
  - 뉴욕 마라톤 3위(2022년)